# Мангрова чапля
Мангрова чапля (Butorides) — рід лелекоподібних птахів родини чаплевих (Ardeidae). Раніше до роду відносили лише один вид — Butorides striatus. Зараз виділяють ще два види, які раніше виділялись у підвиди: американський та галапагоський.

## Поширення
Рід поширений у Старому Світі від Африки до Японії та в Америці. Butorides validipes відомий з раннього плейстоцену Флориди, США.

## Класифікація
Рід містить три види:
- Чапля мангрова (Butorides striata)
- Чапля галапагоська (Butorides sundevalli)
- Чапля зелена (Butorides virescens)